# Ferguson (Missouri)
Ferguson és una població dels Estats Units a l'estat de Missouri. Segons el cens del 2000 tenia 22.406 habitants.

## Demografia
Segons el cens del 2000, Ferguson tenia 22.406 habitants, 8.612 habitatges, i 5.838 famílies. La densitat de població era de 1.397,6 habitants per km².
Dels 8.612 habitatges en un 36% hi vivien nens de menys de 18 anys, en un 37,9% hi vivien parelles casades, en un 25% dones solteres, i en un 32,2% no eren unitats familiars. En el 27,4% dels habitatges hi vivien persones soles el 9,1% de les quals corresponia a persones de 65 anys o més que vivien soles. El nombre mitjà de persones vivint en cada habitatge era de 2,58 i el nombre mitjà de persones que vivien en cada família era de 3,14.
Per edats la població es repartia de la següent manera: un 30,3% tenia menys de 18 anys, un 8,6% entre 18 i 24, un 29,7% entre 25 i 44, un 19% de 45 a 60 i un 12,5% 65 anys o més.
L'edat mediana era de 33 anys. Per cada 100 dones de 18 o més anys hi havia 76,9 homes.
La renda mediana per habitatge era de 35.647 $ i la renda mediana per família de 39.872 $. Els homes tenien una renda mediana de 35.499 $ mentre que les dones 23.523 $. La renda per capita de la població era de 17.661 $. Entorn del 10,2% de les famílies i l'11,6% de la població estaven per davall del llindar de pobresa.

## Poblacions més properes
El següent diagrama mostra les poblacions més properes.